# Gamerki Wielkie
Gamerki Wielkie (niem. Groß Gemmern) – wieś na Warmii w Polsce, położona w województwie warmińsko-mazurskim, w powiecie olsztyńskim, w gminie Jonkowo
W latach 1975–1998 miejscowość administracyjnie należała do województwa olsztyńskiego.
W roku 2021 we wsi mieszkało 89 osób, z czego 49.4% mieszkańców stanowiły kobiety, a 50.6% mężczyźni.
Wieś położona jest w dolinie rzeki Pasłęka. Jest to miejscowość w gminie najdalej wysunięta na zachód.
Miejscowość znajduje się na trasie linii kolejowej Elbląg-Olsztyn. W sąsiedztwie stacji kolejowej Gamerki Wielkie znajduje się przystanek autobusowy. Przez sołectwo Gamerki Wielkie przebiega droga powiatowa nr 1203N Wilnowo – Mostkowo – Jonkowo – Gutkowo.
W skład sołectwa Gamerki Wielkie wchodzą miejscowości Gamerki Wielkie i Gamerki Małe, wsie oddalone od siebie o 2 km.
Pomiędzy Gamerkami Wielkimi a Małymi znajduje się Jezioro Gamerskie (Gamerki/Gamry), które jest największym jeziorem w gminie Jonkowo. Nieopodal wsi przepływa rzeka Pasłęka, która rozgranicza powiaty olsztyński i ostródzki, gminę Jonkowo i gminę Łukta jak i sąsiednie pobliskie miejscowości Mostkowo i Gamerki Wielkie, jest również jest granicą Warmii i Mazur Zachodnich. Na rzece znajdują się obszary objęte ochroną, m.in. Rezerwat przyrody Ostoja bobrów na rzece Pasłęce. Na Zatorzu w lesie, na terenie leśnictwa Bobry znajduje się Jezioro Małe/Leśne wielkości ok. 2,6 ha, głębokość maksymalna ok. 10 m. Służy jako kąpielisko, w części południowej zbiornik połączony rowem z sąsiednim zarastającym jeziorem, a za jego pośrednictwem z rzeką Pasłęką. Część sołectwa obejmuje strefa chronionego krajobrazu i obszar Natura 2000 – Kod PLH280006 (obszary siedliskowe) i Kod PLB280002 (obszary ptasie).

## Historia
Wieś została założona w drugiej połowie XIV wiek, dokument lokacyjny wystawiła kapituła warmińska 29 czerwca 1355 r. Prusowie, bracia Ludwik i Piotr otrzymali 8 włók wolnych na założenie wsi na prawie chełmińskim. Kapituła warmińska wydała we Fromborku 7 maja 1400 r. przywilej lokacyjny dla Andreasa Bolena i Johannesa Ulgardena (według innych źródeł dla Andrzeja Polena i Jana Algordena na założenie wsi Gross Gemmern, przyznając im 5 łanów koło jeziora Gymmer.
Pochodzenie nazwy wsi od nazwy jeziora Gamry- od pruskiego – (Gimmer,Gymmer, Gimor, Gamry), zapisy od 1348 r. Nazwa złożona z dwóch części: 1.( gim-, gem-) rodzić się i 2.(-mer), z prus. mary -zatoka. Czyli rodząca się zatoka, chodzi tu zapewne o część jeziora połączoną odpływem z rzeką Pasłęką.
Pierwsza lokalizacja wsi to teren nad jeziorem Gamry – jego zachodnia część naprzeciwko Gamerek Małych, które powstały jako pierwsze, późniejszy rozwój wsi wiązał się z budową kolei i właśnie tam powstała dzisiejsza zabudowa w obrębie stacji kolejowej Gamerki Wielkie. Stacja kolejowa Gamerki Wielkie powstała 5 sierpnia 1883 (na trasie Olsztyn-Morąg). Przed wybuchem II wojny światowej we wsi funkcjonowały- stacja pocztowa(niem. Gross Gemmern Passarge) i duża gospoda. Elektryfikacja linii nastąpiła 9 grudnia 1994 (Olsztyn-Bogaczewo).

## Demografia
W 1673 roku zamieszkiwało we wsi 17 osób, 1861 – 44 osoby. Liczba mieszkańców w następnych latach kształtowała się następująco: w 1905 roku – 57 osób, 5 domów, 1933 r. – 117, w 1939 r. – 89 osób, w 2006 r. – 80 osób.

## Bibliografia

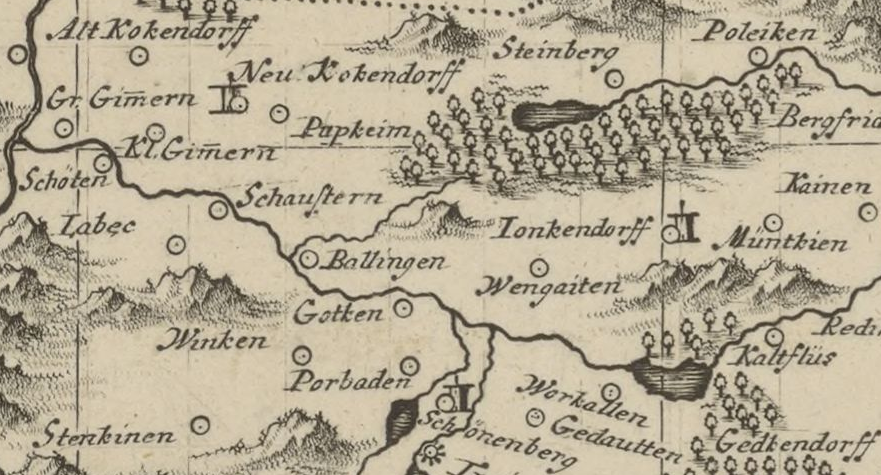
Gamerki Wielkie na mapie z 1755 roku autorstwa Jana Fryderyka Enderscha